# 광림동
광림동(光林洞)은 대한민국 전라남도 여수시의 동이다.

## 개요
광림동은 광무동과 오림동에서 한글자씩 따서 지은 동명이다. 광무동은 본래 여수군 여수면의 지역으로 활을 쏘는 사정이 있으므로 ‘사정’이라 하였는데 1914년 일제의 행정개편에 의하여 종동, 석정, 천동, 포동, 사정, 하정, 석교리, 교동, 추동, 탕암, 구동, 성동, 연등을 병합하여 ‘서정’이라 하다가 1946년 일제식 동명 변경에 의하여 ‘사정’을 갈라서 ‘궁동’으로 고치고 1953년 행정구역 변경에 따라 광무동이 되었다. 오림동은 조선시대 이 마을에 구씨(具氏), 임씨, 정씨(郵氏), 세 성이 살았다해서 구림정(具林鄧)이라 했다 한다. 그러나 그 후 임씨와 정씨의 자손들이 계속 거주하여 왔고 구씨는 그 후손들이 타지로 계속 이주함으로써 이곳 명칭을 다시 여수 중심지에서 오리 정도의 거리라 하여 오(五)자와 그 후손들의 성씨를 따서 오림정(五林鄭)이라 했는데, 정자나무 다섯개가 있어서 오림정(五林亭)이라 했다는 명칭이 더 신빙성이 있을 것 같다. 오림동은 1914년 일제의 행정개편으로 오림리라 하였다.

## 법정동
- 광무동(光武洞)
- 오림동(五林洞)

### 교통
- 여수공항 (18km)
- 여수엑스포역 (5km)

## 대형마트
- 이마트 여수점 (좌수영로 277, 오림동)

## 문화시설 및 예술단체
- 여수진남문화예술회관 (좌수영로 69, 광무동)
- 여수시민회관 (좌수영로 69, 광무동)
- 한국예술문화단체총연합회 여수시지부 (좌수영로 69, 광무동)

## 공원
- 여수진남체육공원 (진남체육관길 74, 오림동)
- 여수진남체육관 (진남체육관길 74, 오림동)

## 터미널
- 여수종합버스터미널 (좌수영로 268, 오림동)

## 주거
- 럭키아파트 (좌수영로 205, 광무동)
- 준성에버빌아파트 (진남체육관길 41, 오림동)

## 교육
- 여수진남초등학교 (좌수영로 131, 광무동)

## 기관
- 광림동주민센터 (광무3길 38-5, 광무동)
- 여수전남병원 (좌수영로 49, 광무동)
- 흥국화재 여수지점 (좌수영로 57, 광무동)

## 도로명주소 목록
- 광무1길
- 광무2길
- 광무3길
- 광무4길
- 광무5길
- 광무6길
- 광무7길
- 광무8길
- 광무9길
- 광무남1길
- 광무남2길
- 광무남3길
- 광무남4길
- 광무북1길
- 광무북2길
- 광무북3길
- 광무북4길
- 광무한재길
- 내동1길
- 내동길
- 문수북3길
- 문수북5길
- 봉강4길
- 봉강서3길
- 서교7길
- 소정길
- 영은문길
- 오림1길
- 오림2길
- 오림3길
- 오림4길
- 오림5길
- 장군산1길
- 장군산길
- 좌수영로
- 진남체육관길
- 충민사길
- 한재로